# عدد ممركز مضلع
العدد الممركز المضلع هو عدد شكلي مشكل بوضع نقطة في المركز ومن ثم تحاط هذه النقطة بطبقات من المضلعات لها عدد ثابت من الأطراف، بحيث أن كل ضلع في الطبقة الجديدة يزيد بنقطة عن الضلع في الطبقة السابقة له.

## أمثلة على العدد الممركز المضلع
- عدد ممركز مثلثي 1 - 4 - 10 - 19 - 31 - ...
- عدد ممركز مربعي 1 - 5 - 13 - 25 - 41 - ...
- عدد ممركز مخمسي 1 - 6 - 16 - 31 - 51 - ...
- عدد ممركز مسدسي 1 - 7 - 19 - 37 - 61 - ...
- عدد ممركز مسبع 1 - 8 - 22 - 43 - 71 - ...
- عدد ممركز مثمني 1 - 9 - 25 - 49 - 81 - ...
- عدد ممركز تساعي 1 - 10 - 28 - 55 - 91 - ...
- عدد ممركز عشاري 1 - 11 - 31 - 61 - 101 - ...
- عدد ممركز خماسي:

| 1 |  | 5                 |  | 13                                                |  | 25                                                                                                |
| - |  | ----------------- |  | ------------------------------------------------- |  | ------------------------------------------------------------------------------------------------- |
| * |  | * · * · * · * · * |  | * · * · * · * · * · * · * · * · * · * · * · * · * |  | * · * · * · * · * · * · * · * · * · * · * · * · * · * · * · * · * · * · * · * · * · * · * · * · * |

- عدد ممركز سداسي:

| 1 |  | 7                         |  | 19                                                                        |  | 37 |
| - |  | ------------------------- |  | ------------------------------------------------------------------------- |  | --- |
| * |  | * · * · * · * · * · * · * |  | * · * · * · * · * · * · * · * · * · * · * · * · * · * · * · * · * · * · * |  | * · * · * · * · * · * · * · * · * · * · * · * · * · * · * · * · * · * · * · * · * · * · * · * · * · * · * · * · * · * · * · * · * · * · * · * · * |